# Stylochaeton hypogeum
Stylochaeton hypogeum là một loài thực vật có hoa trong họ Ráy (Araceae). Loài này được Lepr. miêu tả khoa học đầu tiên năm 1834.